# Rajon Petschersk
Der Rajon Petschersk (ukrainisch Печерський район Petscherskyj rajon; russisch Печерский район Petscherski rajon) ist ein Verwaltungsbezirk der Stadt Kiew in der Ukraine, der vorwiegend innerhalb des historischen Teils der Stadt auf dem Westufer des Dnepr liegt.

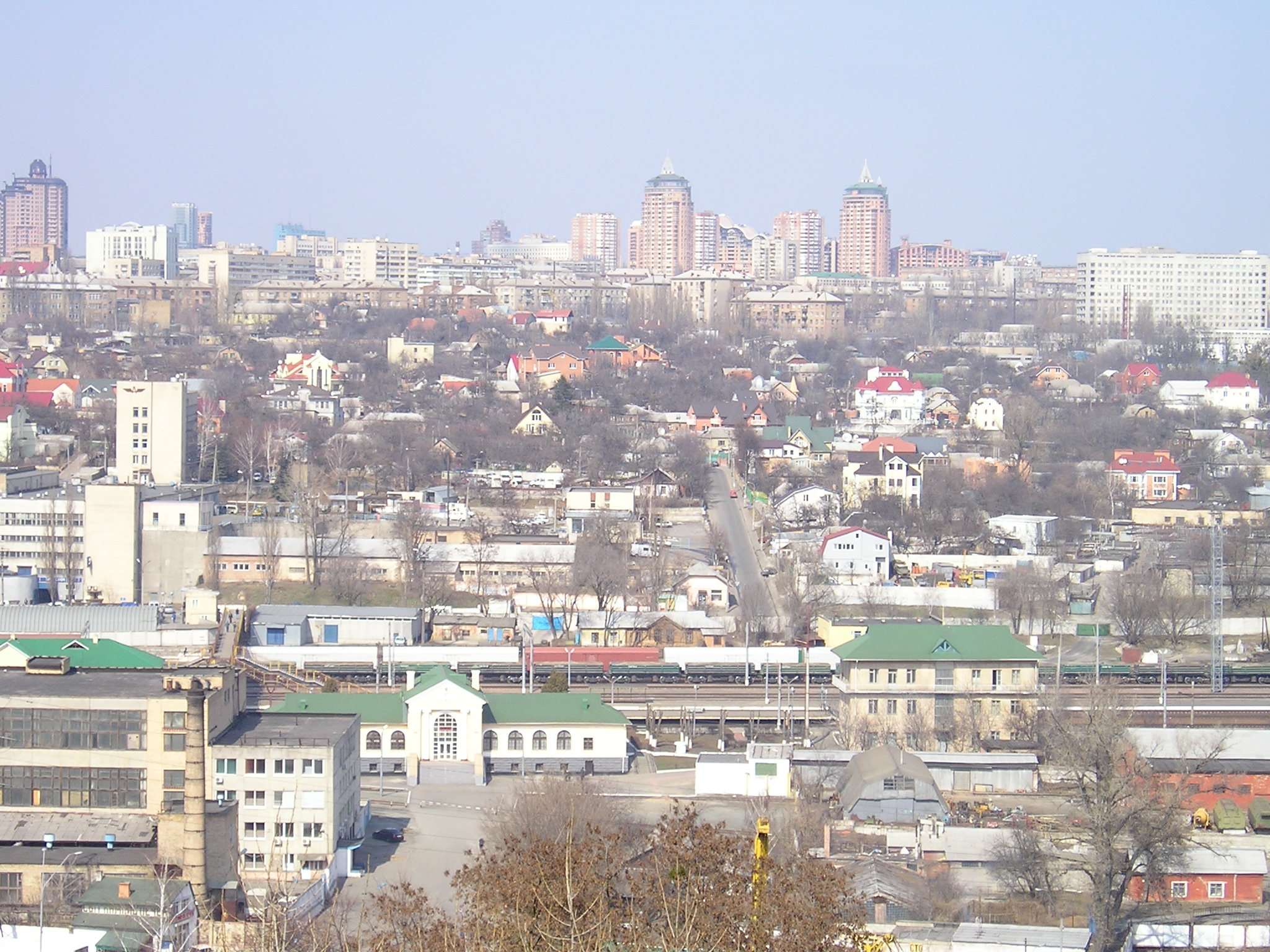
Blick auf Petschersk

Der Rajon hat 163.544 Einwohner (2020), eine Fläche von etwa 19,6 km² und eine Bevölkerungsdichte von 8.363 Einwohnern je km².
Die Wohngegend Petschersk (Печерськ) liegt in den an das rechte Dneprufer angrenzenden Hügeln, sie macht nur einen kleinen Teil des Bezirks aus. Die beiden  Begriffe werden oft miteinander verwechselt.

## Geschichte
Petschersk ist eine der wichtigsten kulturellen Gegenden von Kiew und die Heimstätte des Kiewer Höhlenklosters, von dem sich auch der Name Petschersk herleitet (Petschera bedeutet im Ukrainischen Höhle). Die Siedlung nahe dem Kloster wurde im 12. Jahrhundert gegründet und während des 16. oder 17. Jahrhunderts in Petschersk umbenannt. Vom 18. bis zur Mitte des 20. Jahrhunderts war es Verwaltungssitz der Stadt Kiew.
Im Januar 1918 war die Gegend das Zentrum des Januaraufstands im Arsenalwerk, der trotz seiner Niederschlagung maßgeblich zur Niederlage der ukrainischen Streitkräfte und zur Kapitulation der Stadt Kiew vor der sowjet-russischen Armee unter Oberst Michail Murawjow beitrug.
Seit den 1930er Jahren ist Petschersk auch das politische Zentrum der Stadt und der Begriff „Petschersker Hügel“ wurde zum Synonym für die ukrainische Regierung und die politische Elite.

## Rajon Petschersk
Der Rajon Petschersk, der irrtümlicherweise oft bloß als Petschersk bezeichnet wird, umfasst neben dem historischen Petschersk mehrere andere historische Orte von Kiew, unter denen Lypky, Klow, Swirynez, Telytschka und Tschorna Hora besonders erwähnenswert sind.
Der Rajon entstand 1917, hieß ab 1924 Rajon Lenin und von 1936 bis zum 15. August 1944 Rajon Kirow
, seither wieder Rajon Petschersk.

## Sehenswürdigkeiten
- Kiewer Höhlenkloster
- Klow-Palast
- Marienpalast
- Nationalbank der Ukraine
- Ministerkabinett der Ukraine
- Haus mit den Chimären
- Werchowna Rada
- Mutter Ukraine
- Kultur- und Museumskomplex Mystezkyj Arsenal